# 첼시 핸들러
첼시 핸들러(Chelsea Handler, 1975년 2월 25일 ~ )는 미국의 희극인, 텔레비전 진행자, 작가, 배우이다. 《첼시 레이틀리》를 진행하고 있다.

## 출연 작품
- 첼시 (2016)
- 첼시 핸들러가 말한다 (시즌1) (2016)
- 오싹한파티 (2012)
- 디스 민즈 워 (2012)
- 애프터 레이트리 (2011)
- 바니 버디 (2011)
- 스팀 (2007)
- 더 레이트 레이트 쇼 위드 크레이그 퍼거슨 (2005)
- 카슨 데일리 쇼 (2002)